# Gilligan's Planet (série télévisée d'animation)
Gilligan's Planet est une série télévisée d'animation américaine en treize épisodes de 25 minutes produite par Filmation et diffusée du 18 septembre au 11 décembre 1982 sur le réseau CBS. Elle est inspirée de la série Gilligan's Island créée par Sherwood Schwartz.
Cette série est inédite dans tous les pays francophones.

## Synopsis
Les naufragés avec à leur tête Gilligan sont à nouveau perdus mais cette fois sur une planète distante de la Terre.

## Distribution

### Voix originales
- Bob Denver : Gilligan
- Alan Hale Jr. : Jonas Grumby
- Russell Johnson : Roy Hinkley Jr.
- Natalie Schafer : Lovey Howell
- Dawn Wells : Mary Ann Summers
- Jim Backus : Thurston Howell III

## Épisodes
1. I Dream of Genie
2. Let Sleeping Minnows Lie
3. Turnabout Is Fair Play
4. Journey to the Center of Gilligan's Planet
5. Amazing Cossal Gilligan
6. Bumper to Bumper
7. Road to Boom
8. Too Many Gilligans
9. Space Pirates
10. Invaders of the Lost Barque
11. Wings
12. Super Gilligan
13. Gilligan's Army

## DVD
- L'intégrale de la série est sortie en Zone 1 chez Warner Bros Home Vidéo sous le titre Gilligan's Planet The Complete Series en boitier 2 DVD le 22 juillet 2014 sans suppléments en version originale sans sous-titres[1].